# Vaccinium uroglossum
Vaccinium uroglossum är en ljungväxtart som beskrevs av Herman Otto Sleumer. Vaccinium uroglossum ingår i Blåbärssläktet, och familjen ljungväxter. Inga underarter finns listade i Catalogue of Life.